# Idaea biagita
Idaea biagita là một loài bướm đêm trong họ Geometridae.